# Pont des Nouvelles Écuries
Le pont des Nouvelles Écuries (russe : Ново-Конюшенный мост) est une passerelle piétonnière de Saint-Pétersbourg qui enjambe le canal Griboïedov. Il tient son nom de la place des Écuries située à proximité. 
On trouve en amont le pont du Théâtre (en) et en aval le pont Italien.

## Histoire
Le pont original en bois a été construit pour aider à la construction de la cathédrale Saint-Sauveur-sur-le-Sang-Versé de Saint-Pétersbourg.